# Без вывески (театр)
Театр «Без вывески» — московский театр, основанный в декабре 1977 года.

## История
Театр основан в декабре 1977 года и с момента своего создания находится в районе Коптево. Кроме спектаклей, в помещении театра проводится ряд культурных мероприятий для жителей Северного округа и района Коптево.

## Спектакли
Основу репертуара составляют русские пьесы, такие как «Всадник де Мольер» («Кабала святош») Михаила Булгакова и «Последняя женщина сеньора Хуана» Леонида Жуховицкого.
- Л. Разумовская «Ваша сестра и пленница…»
- А. Строганов «Шахматы шута»
- А. Строганов «Орнитология»
- А. Арбузов «Мой бедный Марат»
- А. Копков «Слон»
- М. Булгаков «Всадник де Мольер»
- К. Гольдони «Хозяйка гостиницы»
- А. Александров «Не забывай!»
- Л. Жуховицкий «Последняя женщина сеньора Хуана»
- М. Цветаева «Метель»
- Н. Садур «Чудная баба. Ехай»
- Р. Бернс «Забыть ли старую любовь»
- А. Дударев «И был день…»
- Г. Мамлин «Эй, ты, здравствуй!»
- Г. Полонский «Медовый месяц Золушки»
- Г. Полонский «Никто не поверит»
- Э. Ростан «Романтики»

## Труппа
- Алла Алексеева
- Андрей Архипов
- Павел Бахтаев
- Елена Бахтаева
- Екатерина Гаврилова
- Елена Дмитриева
- Владимир Жучкин
- Марина Зюлькова
- Дмитрий Костылев
- Вячеслав Кошкин
- Михаил Кувшинов
- Анна Курапова
- Геннадий Можаев
- Наталия Овчаренко
- Алексей Осипов
- Мария Понкратова
- Татьяна Реброва
- Сергей Степаненко
- Елена Титова
- Владимир Трубецкой
- Николай Трубецкой
- Андрей Фёдоров